# Irène Joachim
Irène Joachim (* 13. März 1913 in Paris; † 20. April 2001 in Magnanville) war eine französische Opernsängerin (Sopran).

## Leben
Die Enkeltochter des berühmten Violinisten Joseph Joachim und Tochter der Violinistin Suzanne Chaigneau erhielt als Kind Violin- und Klavierunterricht. Ab 1935 besuchte sie das Pariser Konservatorium. Im Jahr 1938 machte der Komponist Georges Auric auf sie aufmerksam, der ihr eine große Zukunft an der Opéra-Comique vorhersagte. Tatsächlich war sie dort von 1939 bis 1956 engagiert und trat in Werken von Auric, Alban Berg, Francis Poulenc, Arthur Honegger, Eric Satie, Darius Milhaud, Luigi Dallapiccola und Pierre Boulez auf.
Nach 1945 trat sie häufig mit Jane Bathori auf. 1947 sang sie in der Uraufführung von Charles Koechlins Oper Le livre de la jungle (nach Rudyard Kipling) und gab die französische Uraufführung von Alban Bergs Vier Liedern. Von 1963 bis 1983 unterrichtete sie am Conservatoire de Paris.
1959 erhielt sie den Grand Prix du Disque in Paris mit der Aufnahme von Carl Maria von Weber Lieder (Klavier Hélène Boschi).
In ihren letzten Lebensjahren war sie an der Alzheimer-Demenz erkrankt.